# Levoncourt, Meuse
Levoncourt är en kommun i departementet Meuse i regionen Grand Est (tidigare regionen Lorraine) i nordöstra Frankrike. Kommunen ligger i kantonen Pierrefitte-sur-Aire som tillhör arrondissementet Commercy. År 2022 hade Levoncourt 56 invånare.

## Befolkningsutveckling
Antalet invånare i kommunen Levoncourt
| Referens: INSEE |